# Delia pseudobifascinata
Delia pseudobifascinata är en tvåvingeart som beskrevs av Griffiths 1992. Delia pseudobifascinata ingår i släktet Delia och familjen blomsterflugor.
Artens utbredningsområde är Colorado. Inga underarter finns listade i Catalogue of Life.